# Javier Fernández Téllez
Javier Fernández Téllez (Móstoles, 9 de mayo de 1989) es un modelo español. 
Ha realizado campañas de publicidad de Calvin Klein, UNNO, Jean Paul Gaultier, Emporio Armani, H&M. Desatancando sus numerosas colaboraciones con Jules.

## Carrera
Fernández fue descubierto en junio de 2010 cuando una amiga le pidió que asistiera a un casting en Madrid. Allí conoció a la que hoy sigue siendo su representante, que le convenció para que probase suerte en el mundo de la moda. Javier tuvo su primera experiencia profesional como modelo en UNNO y desde ese momento empezó a construir su carrera como modelo masculino. En sus primeros trabajos fue puesto en duda debido a su juventud e inexperiencia, pero esto no frenó su carrera y en poco tiempo demostró su valía. Desde Madrid, su ciudad natal, comenzó a recorrer el mundo, trabajando para la pasarela de Milán, o incluso Estados Unidos. Javier Fernández debutó en 2011 con la firma de moda Emporio Armani convirtiéndose en imagen de su línea underwear siendo este su trabajo más importante hasta la fecha. Durante el año 2011 empezó a coger relevancia en su carrera profesional, hecho que le ha llevado a trabajar en distintos países. Llegando incluso a tener cierta relevancia en campañas de publicidad chinas y japonesas. Actualmente es imagen de la firma de moda para hombre Jules, siendo uno de sus modelos estrella.
También ha sido imagen de la firma Calvin Klein para la temporada primavera/verano 2010. 
Compagina su carrera en el mundo de la moda con el estudio de ingeniería civil en la Universidad Politécnica de Madrid desde el año 2007. Además a principios del año 2013 participó en una subasta benéfica de cuadros pintados por él mismo. No es de extrañar su presencia en actos benéficos.